# Bob szereti Abisholát
A Bob szereti Abisholát (eredeti cím: Bob Hearts Abishola) 2019 és 2024 között vetített amerikai szitkom, amelyet Chuck Lorre, Eddie Gorodetsky, Al Higgins és Gina Yashere alkotott.
A sorozat producerei Chuck Lorre, Eddie Gorodetsky, Al Higgins és Gina Yashere. A főszerepben Billy Gardell, Folake Olowofoyeku, Christine Ebersole, Matt Jones és Maribeth Monroe láthatók. A sorozat gyártói a Chuck Lorre Productions és a Warner Bros. Television, forgalmazója a Warner Bros. Television Distribution.
Amerikában 2019. szeptember 23-án a CBS, míg Magyarországon a Comedy Central mutatta be 2021. január 4-én.
2020 májusában berendelték a második évadot, ami az év november 16-án debütált.
2023. novemberében a csatorna bejelentette, hogy az ötödik évaddal befejeződik a sorozat.

## Cselekmény
Bob Wheeler édesanyjával és két testvérével zoknitársaságát vezetnek Detroitban. Egy nap a stressz következtében enyhe szívrohamot kap és beviszik a Woodward kórházba. Ott megismerkedik Abishola nővérrel, akibe egyből beleszeret, viszont az érzelmek nem kölcsönösek.

## Szereplők
| Szereplők                                       | Színész              | Magyar hang                                      |
| ----------------------------------------------- | -------------------- | ------------------------------------------------ |
| Robert "Bob" Wheeler                            | Billy Gardell        | Holl Nándor                                      |
| Abishola Bolatito Doyinsola Oluwatoyin Adebambo | Folake Olowofoyeku   | Nádasi Veronika                                  |
| Dorothy "Dottie" Wheeler                        | Christine Ebersole   | Farkasinszky Edit                                |
| Douglas Wheeler                                 | Matt Jones           | Szabó Máté                                       |
| Christina Wheeler                               | Maribeth Monroe      | Bertalan Ágnes                                   |
| Oluwatoyin "Olu" Ifedayo Olatunji               | Shola Adewusi        | Rátonyi Hajni (1-4. évad) Pálos Zsuzsa (5. évad) |
| Babatunde "Tunde" Olatunji                      | Barry Shabaka Henley | Faragó András                                    |
| Dele Babatunde Adebambo                         | Travis Wolfe Jr.     | Pál Dániel Máté                                  |
| Gloria Tyler                                    | Vernee Watson        | Kocsis Mariann                                   |
| Kemi                                            | Gina Yashere         | Makay Andrea                                     |
| Goodwin Aderibigbe Olayiwola                    | Bayo Akinfemi        | Péter Richárd                                    |
| Kofoworola "Kofo" Omogoriola Olanipekun         | Anthony Okungbowa    | Pálmai Szabolcs                                  |

### Magyar változat
- Bemondó: Juhász Zoltán
- Magyar szöveg: Tóth Balázs (1-3. évad), Borsos Dávid (4-5. évad)
- Hangmérnök és vágó: Hegyesi Ákos
- Gyártásvezető: Molnár Magdolna
- Szinkronrendező: Gál Erika
- Produkciós vezető: Legény Judit
- További magyar hangok: Garami Mónika, Timon Barnabás, Dózsa Zoltán,

A szinkron a Comedy Central megbízásából a Laborfilm Szinkronstúdióban készült.

## Évados áttekintés
| Évad | Évad | Epizódok | Eredeti sugárzás     | Eredeti sugárzás  | Eredeti adó | Magyar sugárzás      | Magyar sugárzás      | Magyar adó     |
| Évad | Évad | Epizódok | Évadpremier          | Évadfinálé        | Eredeti adó | Évadpremier          | Évadfinálé           | Magyar adó     |
| ---- | ---- | -------- | -------------------- | ----------------- | ----------- | -------------------- | -------------------- | -------------- |
|      | 1    | 20       | 2019. szeptember 23. | 2020. április 13. | CBS         | 2021. január 4.      | 2021. január 29.     | Comedy Central |
|      | 2    | 18       | 2020. november 16.   | 2021. május 17.   | CBS         | 2021. szeptember 6.  | 2021. szeptember 29. | Comedy Central |
|      | 3    | 22       | 2021. szeptember 20. | 2022. május 23.   | CBS         | 2022. szeptember 17. | 2022. október 22.    | Comedy Central |
|      | 4    | 22       | 2022. szeptember 19. | 2023. május 22.   | CBS         | 2023. október 14.    | 2023. november 12.   | Comedy Central |
|      | 5    | 13       | 2024. február 12.    | 2024. május 6.    | CBS         | 2024. november 16.   | 2024. december 28.   | Comedy Central |

## Gyártás

### Fejlesztés
2018. október 5-én bejelentették, hogy a CBS berendelt a sorozatból egy próbaepizódot. A próbaepizódoz Chuck Lorre írta Eddie Gorodetsky, Al Higgins és Gina Yashere segítségével. 2019. május 6-án jelentették be, hogy a produkció teljes évados berendelést kapott.  Egy nappal később bejelentették, hogy a sorozat premierje 2019 őszén lesz.  A sorozat 2019. szeptember 23-án debütált. 2020. május 6-án a CBS megújította a sorozatot egy második évadra. A bemutatója 2020. november 16-án volt. 2023-ban berendelték az 5. évadot.

### Szereposztás
2018. december 17-én jelentették be a főszereplőket.